# Honterus-ház
A brassói Honterus-ház egy 19. századi épület a Fekete utca alsó részén, azon a helyen, ahol a 15. században Johannes Honterus szász reformátor szülőháza állt. Műemlékként tartják nyilván, a romániai műemlékek jegyzékében a BV-II-m-B-11326 sorszámon szerepel.

## Története
A 15. században ezen a helyen álló épület már a legelső fennmaradt, 1475-ös adónyilvántartásban megjelenik „platea Nigra alia linea ascendendo No. 19” címen, vagyis a 19. szám a Fekete utca túlsó oldalán, felfelé (az északi oldal, ahol a csatorna is folyt, volt az utca „fő”, a később beépült füves-dombos déli oldal pedig a „túlsó” oldala). 1475-ben Jorg Lederer tímármester volt a ház tulajdonosa, 1490-től csak özvegye és fia élt itt, 1494–1523 között pedig Jorg Austen Lederer tímármester, Johannes Honterus apja jelenik meg a nyilvántartásban.
1498-ban itt született Honterus, szász humanista tudós, reformátor, iskola- és könyvtáralapító. Korai tanulmányait szülővárosában végezte, 1520–1522 között a bécsi egyetemre járt, majd Krakkóban, Wittenbergben és Bázelben tanult és dolgozott, ahol a reformáció eszméivel is kapcsolatba került. 1533-ban hazatért Brassóba, azonban már nem ebben az épületben, hanem a Lópiac utcai úgynevezett Hirscher-házban lakott.
A jelenlegi, ma Honterus-háznak nevezett épület a 19. század elejéről származik, és a Stenner takács család tulajdona volt. A 19. század közepén már ismert volt a szász közösség körében mint Honterus szülőháza; az évenkénti Honterusfestek alkalmával a felvonuló diákok háromszoros éljent kiáltottak előtte, 1857. július 8-án pedig Samuel Traugott Schiel iskolaigazgató márvány emléktáblát leplezett le homlokzatán.
Az utolsó Stenner, Franz Joseph (1854–1896) gyermektelenül halt meg, és házát az evangélikus gyülekezetnek (Honterusgemeinde) hagyta örökségül. 1890 novemberében kelt végrendelete szerint: „Hogy kimutassam szeretetemet és ragaszkodásomat a szász nép iránt, amelyhez tartozom, és különösen a brassói ágostai hitvallású evangélikus egyház iránt, amelynek tagja vagyok, és amelynek iskoláiban tanultam, úgy határozok, hogy kedves szüleimtől örökölt Alsó Fekete utcai házamat, amelyben nagy reformátorunknak, Honterusnak bölcsője állt, és amelyet emléktábla díszít, a Brassó-belvárosi ágostai hitvallású szász evangélikus plébániára hagyományozom.”
1902-ben Friedrich Wolf tímármester a szomszédos, 42. számú házat is az egyházközségnek adományozta, így a Honterusgemeinde lett az egész Fekete utca és Vár utca közötti telek birtokosa. 1966–1967-ben a városvezetés azonban felosztotta a területet, a Vár utca felőli üres részt kisajátította és garázsokkal építette be, megszüntetve így a két utca közötti sikátort is (a korábbi Kniegäßchen, Térd utca). 2007-ben a kisajátított részt visszaszolgáltatták, a garázsokat jelenleg raktárnak használják.

## Leírása
Kétszintes, klasszicista stílusú, eredetileg L alakú épület (egy későbbi hozzátoldás U alakúvá tette). Homlokzata hét tengelyes, az íves kapubejáró a középső tengelyben van. A kapu feletti márványtábla szövege An dieser Statte wurde Johannes Honterus im Jahre 1498 geboren. 1857 (Ezen a helyen született az 1498. évben Johannes Honterus. 1857).